# Eva van Kempen
Eva van Kempen (Rotterdam, 30 november 1976) is een Nederlands edelsmid en sieraadontwerper.

## Biografie
Van Kempen is opgeleid aan de Vakschool Schoonhoven, en volgde lessen aan de Gerrit Rietveld Academie in Amsterdam en Alchimía in Florence. Van 2018 tot 2020 volgde zij de masteropleiding Challenging Jewellery aan het Sandberg Instituut.
Terwijl zij met kanker werd geconfronteerd en vele ziekenhuisbezoeken moest afleggen, viel haar oog op medische materialen. In haar sieraden gebruikt zij sindsdien afgedankte ziekenhuismaterialen zoals bloedbuisjes, injectienaalden en infuussnoeren in combinatie met zoetwaterparels en edele metalen. In 2015 had zij een solotentoonstelling LifeLines, een ode aan ziekenhuismaterialen in de vitrines van het Academisch Medisch Centrum te Amsterdam. In 2017 hield zij een motivational talk bij Boom Chicago op het XIX World Congress Gestational Trophoblastic Diseases. Hierbij zaten twee artsen in de zaal die haar succesvol hadden behandeld.
Haar sieradenlijn Her Body, Her Choice omvat onder andere een ketting van een spiraaltje en een choker van de pilstrip.
Museum de Fundatie te Heino hield in 2017 en 2018 een solotentoonstelling Klaar om te dragen van haar werk op bustes en torso's in de collectie van het museum.
In 2020 zette Van Kempen een facefilter van een kroon van abortuspillen op Instagram. Als gebruikers hun mond openen, toont het filter de woorden Liberate Abortion Pills en laat de kroon de pillen los. Zij maakte dit filter in samenwerking met augmented-realitykunstenaar Chloe Karayiannis en Women on Waves, ten behoeve van een campagne om abortuspillen toegankelijk te maken voor alle vrouwen. Instagram verwijderde het filter omdat het strijdig zou zijn met hun beleid geen farmaceutische producten te promoten. De kroon is geïnspireerd op de kroon van het Vrijheidsbeeld in New York van de hand van Frédéric Auguste Bartholdi.
Oprichter van Women on Waves Rebecca Gomperts draagt oorsieraden van abortuspillen van de hand van Van Kempen.
In 2019, als onderdeel van de master aan het Sandberg Instituut, deed zij onderzoek naar de staat van filigrain in Nederland en in China. In 2021 werd haar artikel The Filigree Ambassador: A Strategy to revive an Intangible Cultural Heritage & A Preliminary New Theory on the origin of Filigree in the Journal of Jewellery Research gepubliceerd. In 2022 lanceerde zij met steun van het Stimuleringsfonds Creatieve Industrie het online platform The Filigree Embassy, als onderdeel van een strategie om de uitstervende filigraintechniek opnieuw onder de aandacht te brengen in Nederland.

## Tentoonstellingen (selectie)
- 2015 - Solotentoonstelling LifeLines, een ode aan ziekenhuismaterialen in de vitrines van het Academisch Medisch Centrum waar Van Kempen zelf voorheen patiënt was[5]
- 2017 – Eva van Kempen, Klaar om te dragen, Museum de Fundatie, Heino
- 2017 – Scents of Life, Ame Gallery, Hongkong